# Salem (Virginia)
Salem az Amerikai Egyesült Államok Virginia államában elhelyezkedő megyei jogú város, egyben Roanoke megye székhelye. A 2020. évi népszámláláskor 25 346 lakosa volt.
A Gazdasági Elemző Hivatal statisztikai okokból Salemet és Roanoke megyét közös entitásként kezeli, de a városnak és a megyének saját bírósága és seriffhivatala van, azonban börtönük közös, illetve a megyei seriffhivatal és szociális szolgáltatási osztály is Salemben van.
Salemben van a Roanoke-i Főiskola székhelye, valamint a Salem Red Sox baseballcsapat otthona.

## Népesség
| Lakosok száma | 24 802 | 24 823 | 25 052 | 25 299 | 25 432 | 25 346 |
|               | 2010   | 2011   | 2012   | 2013   | 2015   | 2020   |